# هيذر مالوني
هيذر مالوني (بالإنجليزية: Heather Maloney)‏ هي مغنية وكاتبة غنائية أمريكية، ولدت في 1985.

## وصلات خارجية
- الموقع الرسمي
- هيذر مالوني على موقع ميوزك برينز (الإنجليزية)
- هيذر مالوني على موقع أول ميوزيك (الإنجليزية)
- هيذر مالوني على موقع ديسكوغز (الإنجليزية)